# نصر بن ظريف
نصر بن ظريف اليحصبي قاض أندلسي تولى القضاء في عهد الأمير عبد الرحمن الداخل .

## من أخبار سيرته في القضاء
حكى أبو عمر بن عبد البر بعضا من أخباره في القضاء منها عمله في قضية حبيب القرشي؛ وذلك أنه دخل على الأمير عبد الرحمن بن معاوية ؛ فشكى إليه بالقاضي، وذكر أنه يريد أن يسجل عليه في ضيعة يقيم فيها، وادعى عليه الاغتصاب لها، ولاذ بالأمير من إسراع القاضي إلى الحكم عليه من غير تثبت. فأرسل الأمير إليه، وكلمه في حبيب، ونهاه عن العجلة عليه؛ فخرج ابن ظريف من يومه، وعمل بضد ما أراد الأمير، وأنفذ الحكم. وبلغ الخبر حبيباً؛ فدخل إلى الأمير متغراً غيظاً؛ فذكر له ما عمله القاضي، ووصفه بالاستخفاف بأمره والنقض له، وأغراه. فغضب الأمير على القاضي واستحضره؛ فقال له: من أمرك على أن تنفذ حكماً، وقد أمرتك بتأخيره والإناءة به؟ فقال له: قدمني عليه رسول الله صلى الله عليه وسلم ؛ فإنما بعثه الله بالحق، ليقضي به على القريب والبعيد، والشريف والدنيء. وأنت أيها الأمير، ما الذي حملك على أن تتحامل لبعض رعيتك على بعض، وأنت تجد مندوحة بأن ترضى من مالك من تعنى به، وتمد الحق لأجله؟ فقال له: جزاك الله، يا بن ظريف، خيراً ،وخرج القاضي؛ فدعا بالقوم الذين صارت الضيعة إليهم بالاستحقاق، وكلمهم؛ فوجدهم راضين ببيعها؛ إن أجزل لهم الثمن. فعقد فيها البيع معهم، وصارت إلى جبيب. فكان بعد ذلك يقول: جزى الله ابن ظريف عنا خيراً ،كان بيدي ضيعة حرام؛ فجعلها حلالاً.
- وكان هذا القاضي، من زهده وورعه، إذا شغل عن القضاء يوماً واحداً، لم يأخذ لذلك اليوم أجراً.[1]

_________________________________________________________
1. ↑  المرقبة العليا فيمن يستحق القضاء والفتيا = تاريخ قضاة الأندلس • الموقع الرسمي للمكتبة الشاملة نسخة محفوظة 24 يناير 2016 على موقع واي باك مشين.